# Березовий Михайло Олегович
Михайло Олегович Березовий (нар. 1 січня 1994, Україна) — український футболіст, півзахисник канадського шоубольного клубу «Юкрейн».

## Життєпис
Вихованець клубу «Рось» (Терезино). З 2008 по 2011 рік навчався в київському РВУФК, у складі якого виступав у ДЮФЛУ. З 2012 року захищав кольори дубля львівських «Карпат», у футболці яких зіграв 52 матчі. У 2014 році перейшов до «Скали». Дебютував у стрийській команді 26 липня 2014 року в переможному (1:0) домашньому поєдинку 1-о туру Другої ліги проти «Черкащини». Михайло вийшов на поле в стартовому складі, а на 90-й хвилині його замінив Василь Цюцюра. У команді відіграв два сезони, за цей час провів 42 поєдинки в Другій лізі та 1 матч у кубку України. У 2016 році зіграв 9 матчів та відзначився 1 голом у футболці ФК «Самбір» в аматорському чемпіонаті України. Наступного року повернувся до «Скали». Дебютував за стрийську команду 15 липня 2017 року в переможному (3:0) домашньому поєдинку 1-о туру Другої ліги проти «Тернополя». Березовий вийшов на поле в стартовому складі, на 27-й хвилині отримав жовту картку, а на 82-й хвилині його замінив Євген Заїченко. Єдиним голом у складі «Скали» відзначився 19 травня 2018 року на 85-й хвилині переможного (1:0) домашнього матчу проти тернопільської «Ниви». Михайло вийшов на поле в стартовому складі та відіграв увесь матч. У команді відіграв один сезон, провів 25 матчів та відзначився 1 голом.
У 2018 році виїхав до Канади, де протягом сезону захищав кольори клубу «Міссіссауга» з Канадської футбольної ліги. По завершенні сезону 2018 року перейшов до шоубольного клубу «Юкрейн» з Прем'єр-ліги Канади.